# Legione polacca
Legione polacca (in polacco Legiony Polskie) è stato il nome di diverse formazioni militari polacche create dal XVIII al XX secolo. Queste legioni vennero create principalmente all'estero da volontari polacchi, ed il loro compito principale era di aiutare la liberazione della Polonia, all'epoca sotto controllo straniero. 

## Unità
Tra le principali unità a portare questo nome ci furono:
- Legione polacca in Italia, create da Henryk Dąbrowski nel 1797, durante le guerre napoleoniche; l'inno di battaglia di tali unità diverrà l'inno nazionale polacco
- Legione polacca (legione di Mickiewicz), formata nel 1848 da uno dei principali poeti polacchi, Adam Mickiewicz prese parte al Risorgimento, combattendo in Lombardia. Ricostituita nel 1849, prese parte alla difesa della Repubblica romana al comando del conte Aleksander Izenschmid de Milbitz.
- Legioni polacche in Ungheria, create nel 1848 da Józef Wysocki e Józef Bem in Ungheria, durante la primavera dei popoli
- Legione polacca nella I guerra mondiale, un'unità militare polacca formata nel 1914 in Galizia che combatté a fianco dell'esercito austro-ungarico contro i russi.

La tradizione di quest'ultima venne continuata da tre divisioni dell'esercito polacco nel periodo 1919-1939:
- I Divisione di Fanteria Legione Polacca
- II Divisione di Fanteria Legione Polacca
- III Divisione di Fanteria Legione Polacca